# 德雷克 (北达科他州)
德雷克（英語：Drake），是美国北达科他州下属的一座城市。根据2010年美国人口普查，该市有人口275人。2011年估计该市有人口281人，相对于2010年，增长率为2.18%。